# Bertrab Glacier
Bertrab Glacier är en glaciär i Sydgeorgien och Sydsandwichöarna (Storbritannien). Den ligger i den nordvästra delen av Sydgeorgien och Sydsandwichöarna. Bertrab Glacier ligger 63 meter över havet.
Terrängen runt Bertrab Glacier är varierad. Havet är nära Bertrab Glacier österut.  Det finns inga samhällen i närheten. Trakten runt Bertrab Glacier är permanent täckt av is och snö.